# Lussac-les-Châteaux
Lussac-les-Châteaux település Franciaországban, Vienne megyében. Lakosainak száma 2261 fő (2022. január 1.). Lussac-les-Châteaux Civaux, Gouex, Mazerolles, Persac és Sillars községekkel határos.

## Népesség
A település népességének változása:
| Lakosok száma | 2318 | 2321 | 2377 | 2318 | 2318 | 2294 | 2271 | 2268 | 2261 |
|               | 2013 | 2015 | 2016 | 2017 | 2018 | 2019 | 2020 | 2021 | 2022 |